# El Señor de los Ladrillos
El Señor de los Ladrillos es una historieta del historietista español Francisco Ibáñez, perteneciente a su serie Mortadelo y Filemón y originalmente publicada en 2005.

## Trayectoria editorial
Publicada en 2005 en formato álbum como número 102 de Magos del Humor y más tarde como número 170 de la Colección Olé.

## Sinopsis
Se sospecha que Ladríllez Peñón, un pez gordo del mundo inmobiliario, está involucrado en casos de corrupción para ganar millones vendiendo casas mal construidas. Mortadelo y Filemón se infiltrarán en una de sus obras para investigarlo y encontrar pruebas para detenerlo.

## Comentarios
El título es un juego de palabras con El Señor de los Anillos; también hay caricaturas de personajes de la película, como Frodo, Gandalf y Gollum.
En un principio, Ladríllez Peñón era una caricatura de Jesús Gil, exalcalde de Marbella, pero su muerte hizo que Ibáñez cambiase el diseño del personaje (en lo que pudo, ya que llevaba varias páginas dibujadas).